# Paper Cuts (canción de Exo-CBX)
«Paper Cuts» es una canción en japonés grabada por EXO-CBX. Fue lanzada el 10 de abril de 2019 como un sencillo digital a través de varios plataformas de música en Corea del Sur y Japón.

## Antecedentes y lanzamiento
El 6 de abril de 2019, se anunció que EXO-CBX lanzaría un sencillo digital en japonés el 10 de abril. La canción se tituló «Paper Cuts» y es una balada emocional. El 10 de abril, «Paper Cuts» fue lanzado a través de varios sitios coreanos como: Melon, FLO y Genie.

## Composición y promoción
La canción fue escrita por Junji Ishiwatari, «Paper Cuts» es descrita como una «hermosa canción lírica que es adecuada para la primavera. Las letras hablan el significado del amor en el momento en que dos personas no se pueden encontrar». Con la dulce voz de los integrantes de CBX, el sentimentalismo se multiplica.
El grupo interpretó la canción en su gira Magical Circus – 2019 Special Edition en Saitama Super Arena.

## Posicionamiento en listas
| Lista (2019)                 | Mejor posición |
| ---------------------------- | -------------- |
| Japón (Japan Hot 100)        | 47             |
| Japón (Oricon Singles Chart) | 15             |